# Liar Game
Liar Game (jap. ライアーゲーム Raiā Gēmu) – japońska drama nadawana na kanale Fuji TV w soboty o godzinie 23:00. Drama miała premierę pierwszego odcinka 14 kwietnia 2007 a ostatniego odcinka 23 czerwca 2007. Powstał sequel pod tytułem Liar Game 2.

## Opis fabuły
Kanzaki Nao jest niesamowicie uczciwą i naiwną dziewczyną, która pewnego dnia otrzymuje 100 milionów jenów razem z informacją, że została wybrana do wzięcia udziału w "Grze Kłamców". Celem w grze jest oszukanie pozostałych graczy i odebranie im ich pieniędzy. Na koniec zwycięzca otrzyma 100 milionów jenów, a przegrany będzie musiał tę sumę zapłacić. Następnego dnia Kanzaki otrzymuje informację, że jej przeciwnikiem będzie jej były nauczyciel, Fujisawa Kazuo. Dziewczyna postanawia spotkać się z nim i prosić o pomoc, jednakże zostaje oszukana i traci pieniądze. Zdesperowana idzie na policję, ale oni nie są w stanie jej pomóc. Niespodziewanie dowiaduje się, że jeden z najgenialniejszych oszustów, Akiyama Shinichi, zostaje właśnie zwolniony z więzienia i to niego Kanzaki postanawia zwrócić się o pomoc.

## Obsada
Gracze
- Erika Toda jako Nao Kanzaki
- Shōta Matsuda jako Shinichi Akiyama
- Sōichirō Kitamura jako Kazuo Fujisawa
- Wada Soko jako Kōichi Eto
- Mayuko Iwasa jako Rie Ishida
- Makoto Sakamoto jako Wataru Ono
- Yoshiyuki Morishita jako Yasufumi Tsuchida
- Shingo Ippongi (一本気伸吾) jako Tomoyuki Makita
- Hiroo Otaka jako Noriyuki Kida
- Yuki Umishima jako Yoshimi Takamura
- Yoshio Doi jako Kenta Sajima
- Sachiko Nakagome jako Hiromi Aso
- Masayuki Izumi jako Kenya Okano
- Hajime Aoki jako Keigo Kinoshita
- Fumiko Mizuta (水田芙美子) jako Chisato Kawamura
- Akiko Hatakeyama (畠山明子) jako Keiko Nozoe
- Naoki Yukishima (雪嶋直樹) jako Yuji Sugawara

- Mitsunari Sakamoto (坂本三成) jako Takahiko Nishino
- Kinako Kobayashi jako Harumi Kayama
- Yuki Baba (馬場佑樹) jako Tetsuo Hanayama
- Tamao Yoshimura jako Jun Iimura
- Hitomi Kitahara (北原ひとみ) jako Kazuko Nakaya
- Kōsuke Suzuki jako Yūji Fukunaga
- Kazuma Suzuki jako Yokoya
- Hiroko Taguchi (田口寛子) jako Michiko Takada

Drużyna Gry Kłamców
- Ikkei Watanabe jako Mitsuo Tanimura
- Michiko Kichise jako Eri
- Emi Haitani (灰谷えみ)
- Yuka Uchida (内田ゆか)
- Natsuko Someya (染谷夏子)
- Shigeo Kiyama (喜山茂雄) jako Leronira (głos)
- Tomoko Hiratsuji (平辻朝子)
- Kinya Kitaooji jako Hasegawa